# Scandale
Scandale község (comune) Calabria régiójában, Crotone megyében.

## Fekvése
A megye központi részén fekszik. Határai: Crotone, Rocca di Neto, San Mauro Marchesato és Santa Severina.

## Története
A település alapításáról pontos adatok nincsenek. A régészeti leletek tanúsága szerint már az ókorban lakott volt. Hosszú ideig Santa Severina része volt.

## Népessége
A népesség számának alakulása:

## Főbb látnivalói
- Santi Nicola-templom